# Subbuteo
Il Subbuteo è un gioco da tavolo nel quale viene riprodotto, in miniatura, lo sport del calcio.

## Storia
Il gioco nacque nel 1947 in Gran Bretagna, precisamente a Tunbridge Wells, nel Kent, da un'idea dell'ornitologo Peter Adolph, ispirata a un gioco da tavolo già esistente dagli anni trenta, il New Footy, creato da W. L. Keelings. Adolph avrebbe voluto chiamare il gioco: The Hobby, che in inglese significa sia "il passatempo" che il nome comune inglese di una specie di falco. Tuttavia, dal momento che il termine hobby per l'ufficio brevetti inglese non era registrabile - a causa dell'accezione troppo comune - l'inventore del gioco pensò di prendere a prestito parte del nome scientifico latino dello stesso uccello, ovvero subbuteo.
Il gioco ha avuto grande diffusione anche in Italia soprattutto durante gli anni settanta e ottanta. Nel corso degli anni novanta l'azienda produttrice del gioco (la Waddingtons Games), fu acquisita dall'azienda statunitense produttrice di giocattoli Hasbro la quale, però, nel 2000 interruppe la produzione del gioco considerandolo non più competitivo nei confronti dei nuovi videogiochi di argomento calcistico. La produzione del gioco è continuata, in Italia, fino al 2003 grazie ad una licenza concessa al distributore locale, la ditta Edilio Parodi, che ha inoltre creato una nuova versione del gioco da tavolo chiamata "Zëugo" (gioco in genovese).
Il marchio Subbuteo è ricomparso ufficialmente in Italia nel 2009, grazie a una collana edita da Fabbri Editori su licenza Hasbro e distribuita nelle edicole. In Italia esiste un movimento organizzato, detto: "Old Subbuteo", che tende a replicare il medesimo gioco degli anni settanta e ottanta utilizzando materiali dell'epoca oppure fedeli riproduzioni.
La Federazione Italiana Sportiva Calcio da Tavolo (di seguito FISCT) a partire dal 2013 ha creato un circuito denominato: "Subbuteo" nel quale è possibile gareggiare con materiali dell'epoca o repliche. Nel 2012 la Hasbro tentò di rivitalizzare il marchio proponendo il prodotto sulla falsariga delle prime figurine Subbuteo di cartone e distribuendo nelle edicole bustine per completare le formazioni da schierare. Il tentativo si rivelò un errore strategico per un prodotto che era sempre stato commercializzato come gioco pronto, e venne quindi abbandonato. Successivamente l'azienda commercializzò di nuovo, con un catalogo di proposte minimo, le tradizionali composizioni dello scatolame Subbuteo apportando le ormai ben note modifiche alle figurine dei calciatori nel nuovo materiale antiurto in voga in buona parte dei prodotti di calcio da tavolo.
Tra i progetti principali vi era la diffusione del gioco del Subbuteo, nelle sue discipline Subbuteo/Calcio Tavolo, verso una platea sempre più vasta, con il coinvolgimento dei più piccoli mediante attività mirate presso gli istituti scolastici e tramite l’organizzazione di tornei a livello regionale e nazionale per giocatori di entrambi i sessi, per gli under 16 e per soggetti diversamente abili.
Il 27 ottobre 2018 viene presentata a Roma la Lega Nazionale Subbuteo (di seguito LNS), associazione che rappresenta il settore nazionale Subbuteo di OPES, Ente di promozione sportiva affiliato al CONI; LNS ha come proprio obiettivo primario la promozione e lo sviluppo del Subbuteo/Calcio Tavolo, nel pieno rispetto dei valori della sportività e dell’associazionismo.

## Regole
Come nel calcio vero e proprio, le squadre sono composte da undici giocatori. Nel gioco da tavolo questi ultimi sono rappresentati da miniature in plastica in scala 00 riproducenti le fattezze di giocatori di calcio e appoggiati a una base semisferica appesantita da un piccolo peso all'interno che permette, con un "tocco a punta di dito" che richiede una particolare destrezza, di spostarli e di calciare una sfera in plastica rappresentante il pallone di calcio che è notevolmente più grande rispetto ai giocatori (esiste comunque una versione ridotta) e, abbassando il baricentro della miniatura, di mantenerli in piedi al termine dell'azione. Il portiere (generalmente riprodotto in posizione di parata) viene invece manovrato dal giocatore per mezzo di un'apposita asticella. In particolare nei tornei, per favorire lo scivolamento, vengono usati dei lucidi da applicare sotto la base delle miniature.
Le regole di Subbuteo sono adattate ma del tutto simili a quelle del regolamento sportivo calcistico reale. Il gioco si svolge su una superficie di forma rettangolare originariamente di panno verde di circa 140 cm per 91 cm rappresentante un campo di calcio che di norma viene fissata a un tavolo. I giocatori mantengono il possesso della palla finché la miniatura colpita entra in contatto con la palla e quest'ultima non tocca successivamente una miniatura dell'avversario, anche se la stessa non può essere colpita per più di 3 volte consecutivamente dalla stessa miniatura. I tiri in porta possono essere effettuati una volta che la palla supera la "linea di tiro", una linea parallela alla linea di porta distante da questa una trentina di centimetri. I portieri sono attaccati ad un'asticella che spunta dietro la rete della porta; il giocatore deve, maneggiandola, impedire che la palla tirata superi la linea di porta.
Per modificare la disposizione in campo delle squadre è possibile spostare una o più miniature quando l'azione sta per riprendere (ad esempio se ne possono muovere tre a testa prima di un calcio d'angolo). Se con una miniatura anziché la palla si va a colpire una miniatura avversaria si commette un fallo e il gioco ricomincia con un calcio di punizione per l'altra squadra. Il modo corretto di effettuare un colpo a punta di dito prevede che la miniatura sia colpita con l'unghia del dito indice o medio senza fare leva sul pollice ma solo sulla superficie di gioco e senza muovere il polso. La miniatura che si intende giocare deve trovarsi in posizione verticale.

## Squadre e accessori

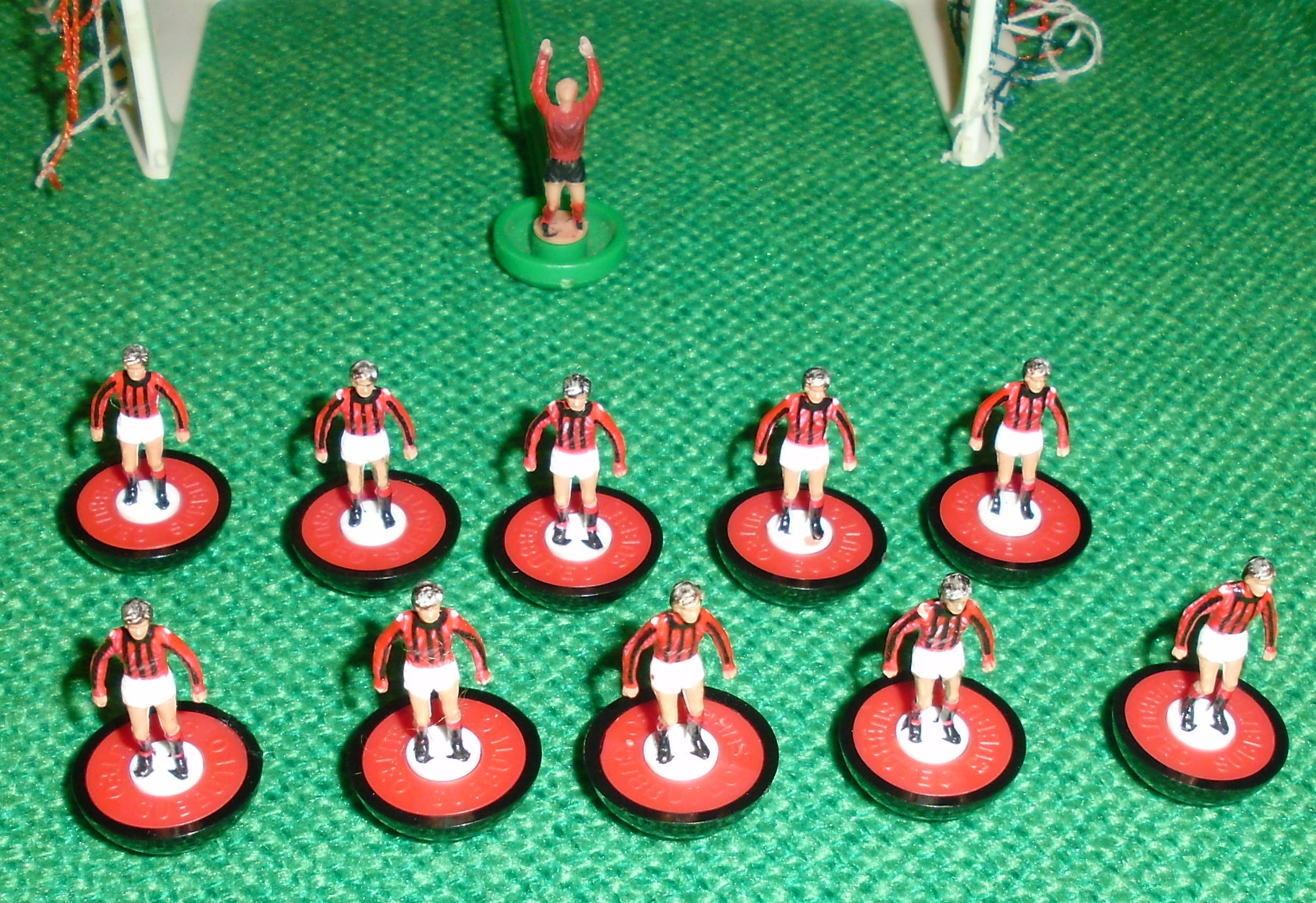
Squadra LW del Milan

La scatola base (più economica rispetto alle fornite edizioni deluxe) contiene generalmente solo gli accessori strettamente utili a disputare una partita, come un panno verde rappresentante il terreno di gioco, le porte, i palloni e due squadre generiche (la "squadra rossa" e la "squadra blu"). Ma è possibile, grazie ai centinaia di accessori disponibili, trasformare il tavolo in un vero e proprio stadio, con tribune piene di spettatori, tabellone segnapunti, recinto per il campo, panchine, riflettori per "partite notturne", telecamere della pay-TV, coppe varie, miniature rappresentanti le tipiche figure presenti a bordo campo (raccattapalle, poliziotti, allenatore, riserve in tuta). Il Subbuteo è famoso anche per la vasta disponibilità di squadre con maglie reali, sia nazionali sia di club.
Questa ricchezza di materiale spinge gli appassionati al collezionismo (oggi i prezzi per i pezzi più rari sono altissimi: una squadra può anche superare i 400 euro) e molti di essi sono, più che giocatori, collezionisti. Originariamente le divise dei calciatorini erano dipinte a mano e molti giocatori le personalizzavano, aggiungendo numeri e particolari tipici delle casacche ufficiali; successivamente sono state messe in commercio squadre con figurini e divise intercambiabili e riproducenti le fattezze dei giocatori delle reali squadre di calcio.

### Miniature

#### Anni cinquanta
Le prime miniature prodotte dalla Subbuteo risalgono al 1947, poco dopo la fine della seconda guerra mondiale. Le miniature sono piatte (flat), stampate su cartone ritagliabile, innestate su basi di plastica semisferiche. Dal 1950, il cartone raffigurante i calciatori viene sostituito dalla plastica, rendendo le miniature più stabili e resistenti.

#### Anni sessanta
Nel 1960, anche grazie ad alcuni cambiamenti negli assetti societari della Subbuteo, le flat lasciano il posto a miniature tridimensionali in scala 00, le moulded e le walker. Le nuove miniature in plastica presentano una struttura monoblocco – composta dal calciatore saldato a un supporto circolare – adagiata su una base semisferica vuota appesantita da una rondella in metallo. Un anno dopo, il modellista Charles Stadden dà vita a un tipo di miniatura leggermente più dettagliata, l'Original Heavy-Weight (OHW), con scollo a V, maniche corte, e con il calciatore saldato a una barretta che si innesta in un supporto circolare (inner). Sul finire degli anni sessanta, l'acquisizione della Subbuteo da parte della Waddington, industria di giocattoli già proprietaria del Monopoli, coincide con una vera e propria rivoluzione nella fabbricazione delle miniature.

#### Anni settanta

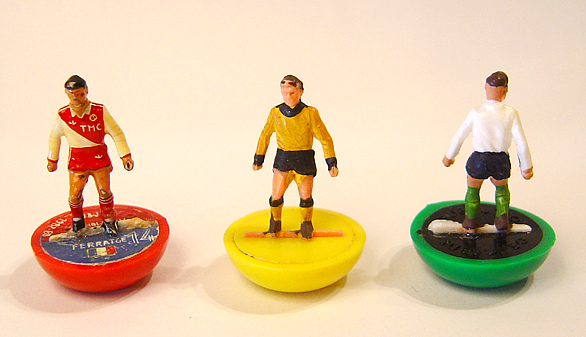
Miniature risalenti agli anni settanta

Tra il 1967 e il 1968, Stadden realizza un modello innovativo di miniatura tridimensionale, la Classic Heavy-Weight (HW), più dettagliata delle precedenti, con la maglia accollata a maniche lunghe e l'incastro a barretta. Queste nuove miniature Subbuteo, dipinte a mano dalle massaie del Kent nella fabbrica di Tunbridge Wells, si diffonde in maniera capillare sul mercato, tanto da contare circa 350 squadre diverse (nazionali e club) in produzione. Tale successo è dovuto non solo al realismo anatomico, ma anche all'altissima giocabilità delle HW, che grazie alla struttura e al peso complessivo, consentono ai giocatori di cimentarsi in nuove dinamiche di gioco con maggiore precisione. Nel corso del decennio la Subbuteo produce altre miniature: le winged short e le chunky, particolarmente sproporzionate; le scarecrow, così chiamate perché la posizione delle braccia del calciatorino ricorda quelle di uno spaventapasseri; le zombie, poco dettagliate ma con l'innesto a piolo e non più a barretta.

#### Anni ottanta

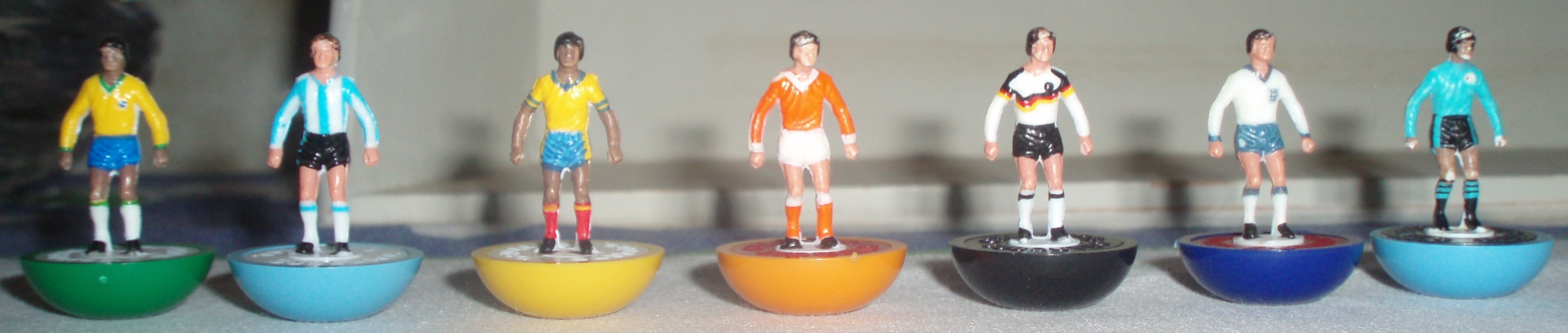
Miniature risalenti agli anni ottanta

Grazie alla crescita esponenziale della Subbuteo durante gli anni settanta, a partire dal 1980 l'azienda immette sul mercato una nuova tipologia di miniatura, più leggera delle HW, con innesto a piolo: la Light-Weight (LW). Le nuove miniature vengono dipinte a mano fino al 1983, quando la Subbuteo trasferisce la produzione dal Kent a Leeds. Da quel momento tutte le miniature vengono stampate a macchina e questo permette una maggiore precisione nei dettagli delle divise: compaiono per la prima volta stemmi, sponsor e finiture personalizzate che arricchiscono il catalogo delle squadre con centinaia di nuove reference.

#### Anni novanta e duemila
Dopo il 1990, nel mentre il marchio Subbuteo viene acquisito da Hasbro, il mercato del calcio da tavolo entra in crisi. Il numero di squadre viene ridotto sensibilmente e le basi diventano più basse, monocolore e senza più distinzione tra base e inner (monoblocco). Nel 2000 la Hasbro, dopo aver annunciato la cessazione della produzione, concede la licenza del marchio Subbuteo alla Edilio Parodi Giocattoli, che continuerà a produrre per qualche anno squadre su basi monoblocco vendute in particolari scatole nere (black box). Nel corso degli anni duemila la Hasbro prova a rivitalizzare il marchio proponendo nuove squadre flat con maglie moderne, ma il tentativo fallisce. Nel 2009 la Fabbri celebra il Subbuteo con una serie di uscite in edicola abbinate alla Gazzetta dello Sport, dal nome "Subbuteo - La leggenda", con 150 squadre che hanno fatto la storia del calcio, simili nelle fattezze alle LW degli anni ottanta con innesto a piolo, ma più leggere. Nel 2014 esce in edicola una nuova collezione in 80 uscite, "Subbuteo La Leggenda - Platinum Edition", le cui squadre richiamano vagamente la struttura delle HW degli anni settanta con innesto a barretta, ma con diversi materiali e pesi.

## Subbuteo agonistico e tornei

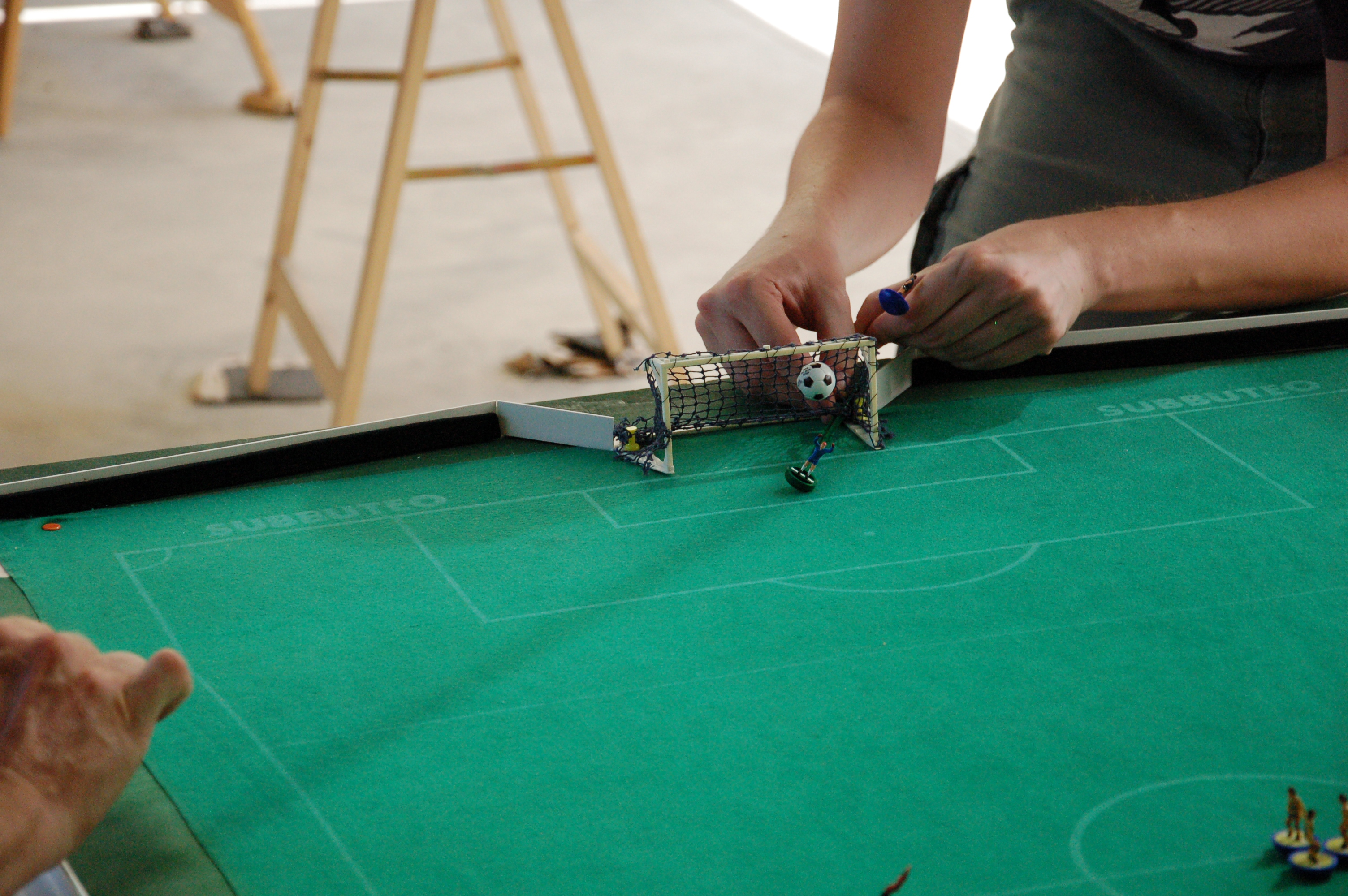
OldSubbuteo Shoot Out

A partire dai primi anni Settanta la Waddington, produttrice britannica del Subbuteo, organizzò delle competizioni internazionali dedicate al gioco in punta di dito. Il torneo che diede avvio a una lunga tradizione di competizioni internazionali fu il 1º Campionato Mondiale Subbuteo, organizzato a Londra il 22 e il 23 agosto 1970. Dal 1970 fino al 1990, in concomitanza con i mondiali di calcio, la Waddington organizzò continuativamente i mondiali di Subbuteo, a cui si aggiunse, a partire dal 1980 e fino al 1992, anche il Campionato Europeo. Nel mondo numerosissime erano le federazioni nazionali di Subbuteo, diffuse non solo in Europa, ma anche negli Stati Uniti, in Canada e in Australia. Tutte le federazioni e associazioni nazionali di Subbuteo, facevano comunque capo alla FISA, Federation International Subbuteo Association.
In Italia i tornei e le manifestazioni agonistiche furono organizzate prima dalla FICMS (Federazione Italiana Calcio in Miniatura Subbuteo) e successivamente dall’AICIMS (Associazione Italiana Calcio in Miniatura Subbuteo)e per un breve periodo (1987-1989) dalla FICT Federazione Italiana Calcio Tavolo. Anche per quanto riguarda l'aspetto agonistico del gioco fondamentale fu il ruolo di Edilio Parodi, importatore e distributore in Italia del gioco. Negli anni d'oro i tornei di Subbuteo in Italia erano frequentissimi, ma il sogno dei subbuteisti italiani era indubbiamente partecipare e conquistare il Guerin Subbuteo. Il Guerin Subbuteo, organizzato per la prima volta nel 1978 ad Arenzano nei pressi dei locali del "Lido", è stato per quasi vent'anni la maggiore manifestazione di Subbuteo a carattere nazionale. Organizzato in collaborazione tra Parodi e il settimanale calcistico Guerin Sportivo, era aperto a tutti poiché si svolgeva attraverso una prima fase di selezione regionale e una fase finale di carattere nazionale, suddivisa nelle due categorie juniores e seniores.
Di pari prestigio era anche il Campionato italiano, organizzato per la prima volta nel 1974 ad Arenzano; tutti i più grandi giocatori di Subbuteo italiani hanno almeno una volta iscritto il loro nome nell'albo d'oro di uno di questi tornei, o nell'albo d'oro del Torneo Primavera, storico torneo organizzato annualmente a Genova in occasione della Fiera campionaria. Tra i più forti giocatori bisogna certamente ricordare Stefano Beverini, Carlo Giovannella, Andrea Piccaluga, Edoardo Bellotto, Davide Massino, Mario Baglietto (campione del mondo categoria juniores nel 1982), ma soprattutto Renzo Frignani, il quale fu per ben sei volte vincitore del Guerin Subbuteo, ma fu soprattutto Campione del Mondo nel 1982 a Barcellona e Campione d'Europa due anni più tardi a Parigi. Ai club era invece destinata la Coppa Italia, organizzata dal 1977 al 1983, e poi sostituita dal 1984 con il Campionato Italiano Subbuteo per squadre di club, suddiviso in una serie A di carattere nazionale e una serie B di carattere regionale.
Dopo i mondiali del 1990, svoltisi a Roma, e gli Europei tedeschi di Amburgo nel 1992, l'organizzazione agonistica del Subbuteo gestita dalla Waddington andò in crisi, generando un lento passaggio dei migliori giocatori verso la ETF European Table Football, nonostante l'ultimo tentativo di organizzare negli Stati Uniti, per la prima volta oltre oceano, il settimo Mondiale di Subbuteo, in concomitanza con i mondiali di calcio di USA 1994.
Negli stessi anni infatti oltre ai tornei di Subbuteo, si era sviluppata una serie di manifestazioni di grande importanza organizzate dalla ETF, nella quale non era imposto l'uso esclusivo di materiale marchiato Subbuteo. Da questo movimento, che si era ormai consolidato con una lunga tradizione agonistica, e dalla scissione della struttura agonistica del Subbuteo nacque l'attuale calcio da tavolo, che deriva ovviamente dal Subbuteo ma ne ha modificato i materiali (basi e portieri) e il regolamento, con l'intento di trasformare il gioco in un'attività sportiva codificata e riconosciuta, che fa oggi riferimento in Italia alla LNS (Lega Nazionale Subbuteo) ed alla FISCT (Federazione Italiana Sport Calcio da Tavolo) affiliata internazionalmente alla FISTF (Federation International Sports Table Soccer).
Dall'agosto 2013 è stata pubblicata una nuova versione del regolamento old subbuteo.
A novembre 2015 è stata pubblicata la release 5.0 del regolamento FISCT relativo al Subbuteo Moderno (Calcio Tavolo).